# 4-Bromfluorbenzol
4-Bromfluorbenzol ist eine chemische Verbindung aus der Gruppe der 1,4-disubstituierten Benzole mit einem Brom- und einem Fluorsubstituenten.

## Gewinnung und Darstellung
4-Bromfluorbenzol kann durch Bromierung von Fluorbenzol in Gegenwart eines Katalysators gewonnen werden.

## Eigenschaften
4-Bromfluorbenzol ist eine farblose Flüssigkeit mit aromatischem Geruch, die sehr schwer löslich in Wasser ist.

## Verwendung
4-Bromfluorbenzol dient als Baustein in organischen Synthesen, beispielsweise bei der Herstellung von Agrochemikalien, sowie als Standard für die Gaschromatographie-Massenspektrometrie zur Bestimmung von flüchtigen organischen Verbindungen. 4-Bromfluorbenzol wird in der Suzuki-Miyaura-Kupplung zur Bildung von Kohlenstoff-Kohlenstoff-Bindungen eingesetzt.

## Sicherheitshinweise
Die Dämpfe von 4-Bromfluorbenzol können mit Luft ein explosionsfähiges Gemisch (Flammpunkt 53 °C) bilden.